# Gustav Gold
Gustav Gold (geboren am 18. Oktober 1870 in Leipnik, Mähren, Österreich-Ungarn; gestorben am 4. Juli 1949 in Rio de Janeiro, Brasilien) war ein mährisch-österreichischer Komponist, Arrangeur, Kapellmeister und Filmkomponist beim deutschen Stummfilm der 1920er Jahre.

## Leben und Wirken
Über Herkunft, Ausbildung und frühen Werdegang des aus dem mährischen Leipnik im heutigen Osten Tschechiens stammenden Gustav Gold ist derzeit nichts bekannt. Nach seiner Ausbildung begann er seit Ende des 19. Jahrhunderts in diversen musikalischen Sparten zu arbeiten. Als Arrangeur ist er schon vor dem Ersten Weltkrieg nachzuweisen. Von seiner kompositorischen Tätigkeit sind seine Ouvertüren für Salonorchester zu Daniel-François-Esprit Aubers Oper Leicester und zu Jacques Halévys Die Jüdin überliefert sowie seine Beiträge zu Kompositionen wie die von Richard Wagners Tannhäuser, Carl Maria von Webers Oberon, Niels Wilhelm Gades Hamlet und zu Shadowlands, wo er auch als Arrangeur arbeitete.
Von 1925 bis 1927 folgte eine kurze Phase einer Tätigkeit als Komponist für den deutschen Stummfilm. 
Knapp ein Dutzend Kompositionen Golds für Berliner Filmpremieren sind überliefert, darunter die Musiken für Reinhold Schünzels Komödie Gustav Mond … Du gehst so stille, Johannes Guters Melodram Grand Hotel…!, Richard Oswalds patriotischen Historienstoff aus der Zeit der Befreiungskriege Lützows wilde verwegene Jagd, Fritz Wendhausens Verfilmung des schlesischen Heimatromans Der Sohn der Hagar, Rudolf Biebrachs Lustspiel Die Frau im Schrank, Robert Dinesens Drama Die Hölle der Jungfrauen, Augusto Geninas Exotikstoff Die weiße Sklavin und Graham Cutts’ Adaption des Theaterstücks The Queen Was in the Parlour von Noel Coward, Die letzte Nacht. 
Infolge der Machtergreifung durch die Nationalsozialisten musste Gold Deutschland verlassen und ließ sich nach einem Zwischenaufenthalt in Belgien in Brasilien nieder, wo er 1949 im Alter von 78 Jahren verstarb.

## Filmografie (komplett)
- 1925: Das Geheimnis der alten Mamsell
- 1926: Der Sohn der Hagar
- 1927: Lützows wilde verwegene Jagd,
- 1927: Gustav Mond … Du gehst so stille
- 1927: Grand Hotel…!
- 1927: Was Kinder den Eltern verschweigen
- 1927: Die Frau im Schrank
- 1927: Die Hölle der Jungfrauen
- 1927: Die weiße Sklavin
- 1927: Die letzte Nacht
- 1927: Ich war zu Heidelberg Student